# Kreuzhof (Magdeburg)
Der Kreuzhof (historisch Creuzhof) war eine Niederlassung der Templer und Johanniter in Magdeburg im Mittelalter und in der Frühen Neuzeit.

## Lage
Der Kreuzhof lag in der Altstadt von Magdeburg in der Nähe der St. Sebastianskirche in der heutigen Prälatenstraße 35. Er bestand aus mehreren Gebäuden, von denen nichts erhalten ist.

## Templer
1262 wurde ein Templer Goswin von Magdeburg erwähnt, der aber möglicherweise nur aus Magdeburg stammte.
Von 1304 ist die einzige Erwähnung eines Templerhofes (ad curiam templariorum) in Magdeburg erhalten.

## Johanniter
1319 hielten die Johanniter aus Sachsen (Mitteldeutschland) ihr erstes Balivialkapitel nach der Übernahme von einigen Besitzungen der Templer in Magdeburg, wahrscheinlich in dem ehemaligen Templerhof ab.
Danach wurde dieser Hof für einige Zeit an adlige Besitzer verpfändet. 
Um 1450 erwarb ihn der Johanniterorden zurück und richtete dort eine Priorei ein. Diese unterstand zunächst der Kommende Süpplingenburg, später der Kommende Werben.
Der Kreuzhof bestand mindestens bis zum Ende des 18. Jahrhunderts.